# Ecuaphlebia
Ecuaphlebia is een geslacht van haften (Ephemeroptera) uit de familie Leptophlebiidae.

## Soorten
Het geslacht Ecuaphlebia omvat de volgende soorten:
- Ecuaphlebia rumignaui